# Hippasa
Hippasa Simon, 1885 è un genere di ragni appartenente alla famiglia Lycosidae.

## Distribuzione
Le 36 specie note di questo genere sono state reperite in Asia e in Africa: la specie dall'areale più vasto è la H. holmerae rinvenuta in diverse località dell'area compresa fra l'India e le Filippine.

## Tassonomia

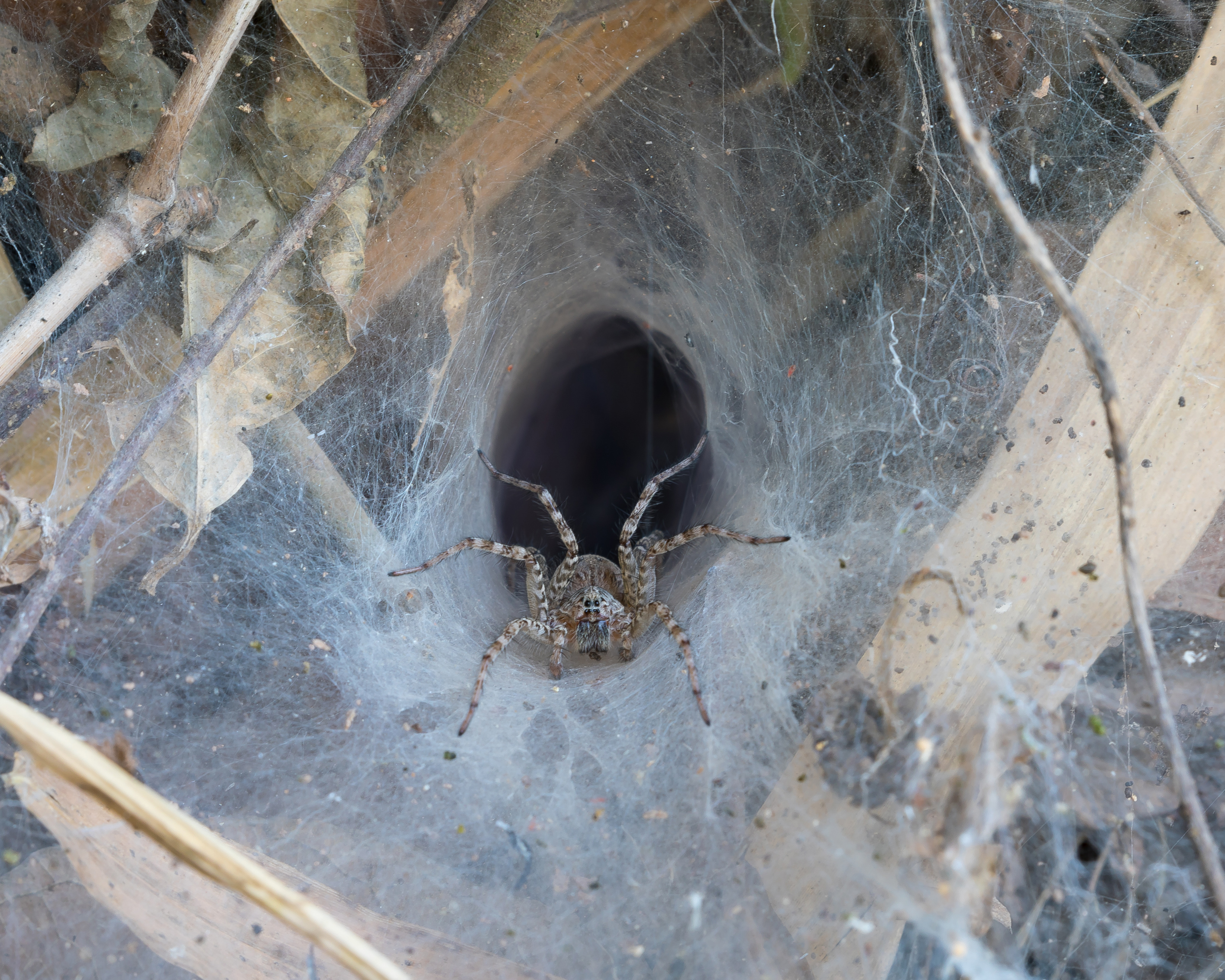
Hippasa holmerae nella sua ragnatela.

Non sono stati esaminati esemplari di questo genere dal 2015.
Attualmente, a gennaio 2017, si compone di 36 specie e una sottospecie:
1. Hippasa affinis Lessert, 1933 — Angola
2. Hippasa afghana Roewer, 1960 — Afghanistan
3. Hippasa agelenoides (Simon, 1884)[2] — dall'India a Taiwan
4. Hippasa albopunctata Thorell, 1899 — Camerun, Costa d'Avorio
5. Hippasa australis Lawrence, 1927 — Africa meridionale
6. Hippasa bifasciata Buchar, 1997 — Bhutan
7. Hippasa brechti Alderweireldt & Jocqué, 2005 — Costa d'Avorio, Togo
8. Hippasa charamaensis Gajbe, 2004 — India
9. Hippasa cinerea Simon, 1898 — Africa
10. Hippasa decemnotata Simon, 1910 — Africa occidentale
11. Hippasa elienae Alderweireldt & Jocqué, 2005 — Tanzania
12. Hippasa fabreae Gajbe & Gajbe, 1999 — India
13. Hippasa flavicoma Caporiacco, 1935 — Karakorum
14. Hippasa funerea Lessert, 1925 — Africa meridionale
15. Hippasa greenalliae (Blackwall, 1867) — India, Sri Lanka, Cina
16. Hippasa hansae Gajbe & Gajbe, 1999 — India
17. Hippasa haryanensis Arora & Monga, 1994 — India
18. Hippasa himalayensis Gravely, 1924 — India
19. Hippasa holmerae Thorell, 1895 — dall'India alle Filippine
  - Hippasa holmerae sundaica Thorell, 1895 — Singapore
20. Hippasa innesi Simon, 1889 — Egitto
21. Hippasa lamtoensis Dresco, 1981 — Costa d'Avorio
22. Hippasa lingxianensis Yin & Wang, 1980 — Cina, Giappone
23. Hippasa loeffleri (Roewer, 1955) — Iran
24. Hippasa loundesi Gravely, 1924 — India
25. Hippasa lycosina Pocock, 1900 — India, Cina
26. Hippasa madhuae Tikader & Malhotra, 1980 — India
27. Hippasa madraspatana Gravely, 1924 — India
28. Hippasa marginata Roewer, 1960 — Camerun
29. Hippasa olivacea (Thorell, 1887) — Myanmar, India
30. Hippasa partita (O. P.-Cambridge, 1876) — dall'Egitto all'India, Asia centrale
31. Hippasa pisaurina Pocock, 1900 — Iraq, India, Pakistan
32. Hippasa simoni (Thorell, 1887) — Myanmar
33. Hippasa sinai Alderweireldt & Jocqué, 2005 — Egitto, Arabia Saudita
34. Hippasa sinsiloides Barrion, Barrion-Dupo & Heong, 2013 — Cina
35. Hippasa valiveruensis Patel & Reddy, 1993 — India
36. Hippasa wigglesworthi Gajbe & Gajbe, 1999 — India

### Specie trasferite
- Hippasa africana Roewer, 1960; trasferita al genere Pirata Sundevall, 1833[1].
- Hippasa natalica Roewer, 1960; trasferita al genere Ocyale Audouin, 1826.

### Sinonimi
1. Hippasa babai Tanikawa, 2007; posta in sinonimia con H. lingxianensis Yin & Wang, 1980 a seguito di uno studio degli aracnologi Wang et al. (2015a)[1].
2. Hippasa catenulata Roewer, 1960; posta in sinonimia con H. cinerea Simon, 1898 a seguito di un lavoro degli aracnologi Alderweireldt & Jocqué del 2005.
3. Hippasa deserticola Simon, 1889; posta in sinonimia con H. partita (O. Pickard-Cambridge, 1876) a seguito di un lavoro degli aracnologi Tikader & Malhotra del 1980 e dopo analoghe considerazioni espresse in un lavoro di Simon del 1897.
4. Hippasa foveifera Strand, 1913; posta in sinonimia con H. cinerea Simon, 1898 a seguito di un lavoro degli aracnologi Alderweireldt & Jocqué del 2005.
5. Hippasa gentilis Roewer, 1960; posta in sinonimia con H. cinerea Simon, 1898 a seguito di un lavoro degli aracnologi Alderweireldt & Jocqué del 2005.
6. Hippasa jaihenensis Yin & Wang, 1980; posta in sinonimia con H. holmerae Thorell, 1895 a seguito di un lavoro dell'aracnologo Song del 1987.
7. Hippasa mahabaleshwarensis Tikader & Malhotra, 1980; posta in sinonimia con H. lycosina Pocock, 1900 a seguito di un lavoro dell'aracnologo Song del 1987.
8. Hippasa menglanensis Yin & Wang, 1980; posta in sinonimia con H. lycosina Pocock, 1900 a seguito di un lavoro dell'aracnologo Song del 1987.
9. Hippasa nilgiriensis Gravely, 1924; posta in sinonimia con H. lycosina Pocock, 1900 a seguito di uno studio degli aracnologi Tikader & Malhotra del 1980.
10. Hippasa pantherina Pocock, 1899; posta in sinonimia con H. greenalliae (Blackwall, 1867) a seguito di un lavoro di Tikader & Malhotra del 1980.
11. Hippasa rimandoi Barrion, 1981; posta in sinonimia con H. holmerae Thorell, 1895 a seguito di uno studio degli aracnologi Barrion & Litsinger del 1995.

### Nomen nudum
- Hippasa domratchevae Andreeva, 1976; esemplari maschili e femminili rinvenuti in Asia centrale e non più rintracciabili per ulteriori analisi; allo stato si tratta di un nomen nudum[1].